# Рабство в середньовічній Європі
Рабство в середньовічній Європі — складна та багатогранна соціально-економічна система, що характеризувалася утриманням людей як власності та їхньою примусовою працею протягом періоду, який прийнято вважати середньовіччям (приблизно з V по XV століття). Хоча форми та поширеність рабства значно відрізнялися залежно від регіону та епохи, воно було невід'ємною частиною суспільного ладу в багатьох частинах континенту, впливаючи на економіку, право та соціальні відносини.
Європа та Північна Африка були частиною взаємопов'язаної торговельної мережі Середземномор'я, яка включала й работоргівлю. У середньовіччі полонених, захоплених під час війни, часто перетворювали на рабів. З переходом європейських королівств до феодального суспільства інша правова категорія невільних людей — кріпаки — почала витісняти рабство як основний економічний та сільськогосподарський двигун. Протягом середньовічної Європи погляди на поневолених народів та їхні суспільні ролі значно відрізнялися: від обмеження одних лише сільськогосподарською працею до позицій інших як довірених політичних радників.

## Раннє середньовіччя

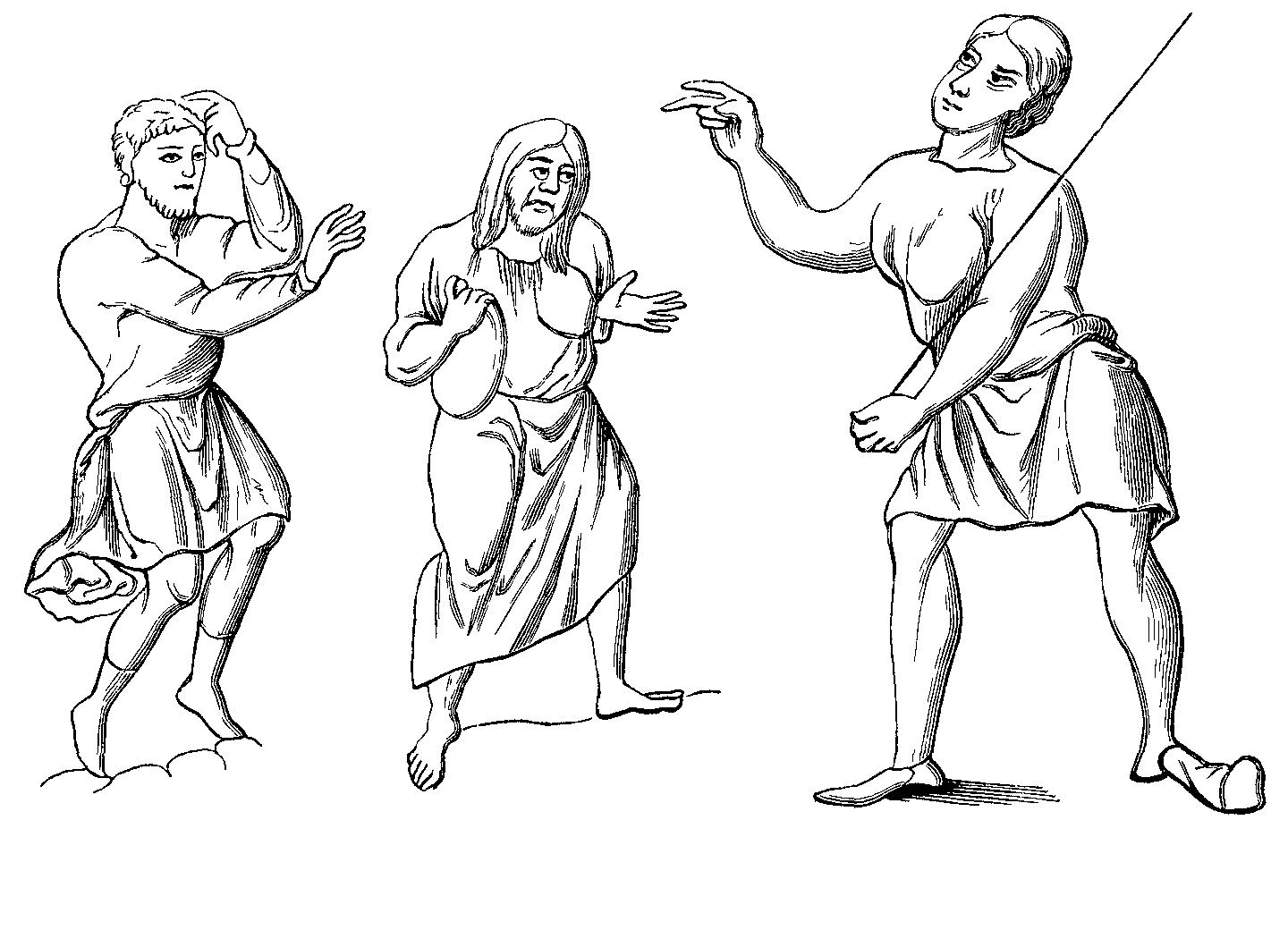
Вбрання рабів або кріпаків, з VI по XII століття.

Рабство раннього середньовіччя (500—1000 рр.) спочатку було продовженням ранніх римських практик пізньої античності та продовжилося напливом полонених унаслідок соціального хаосу, спричиненого вторгненням варварів до Західної Римської імперії. Зі збереженням римської правової практики рабства, нові закони та практики щодо невільництва поширилися по всій Європі. Наприклад, положення щодо рабів містили валлійські закони Гайвела Доброго.: 44 У германських королівствах закони закріплювали поневолення злочинців. Скажімо, Вестготський кодекс передбачав поневолення злочинців, які не могли сплатити фінансові штрафи за свої злочини, а також як фактичне покарання за різні інші злочини. Такі злочинці ставали рабами своїх жертв, часто разом із їхнім майном.
У міру християнізації цих народів церква активніше працювала над зменшенням практики утримання одновірців у рабстві. Святий Патрік, який сам свого часу потрапив у полон і був поневолений, у своєму листі до воїнів Коротика протестував проти нападу, що призвів до поневолення новохрещених християн.: 43 Відновлення порядку та зростання могутності церкви поступово перетворили пізньоримську рабовласницьку систему Діоклетіана на кріпацтво.
Ще одним важливим фактором було піднесення Батільди (626—680), королеви франків, яка була поневолена до шлюбу з Хлодвігом II. Коли вона стала регенткою, її уряд заборонив работоргівлю християнами по всій імперії Меровінгів. Попри те, що рабство англійських християн було номінально припинено після завоювання 1066 року, близько 10 % населення Англії, зазначеного в Книзі Страшного суду (1086), були рабами. Однак важко бути впевненим у кількості рабів, оскільки давньоримське слово «раб» (servus) продовжувало застосовуватися до невільних людей, чий статус пізніше був відображений терміном «кріпак».

## Работоргівля

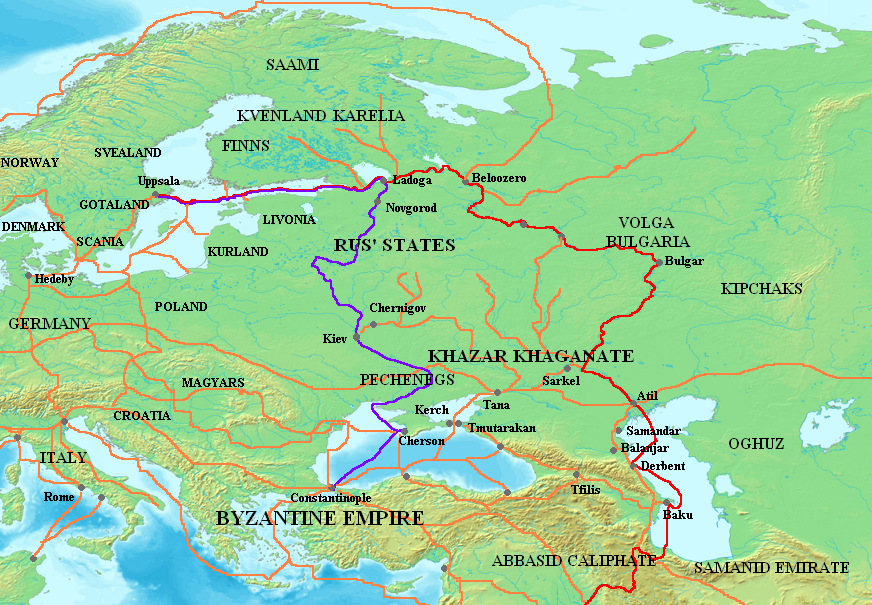
Шляхи через слов'янські та угро-фінські території, що використовувалися для работоргівлі: Волзький торговий шлях від вікінгів та варягів до мусульманського Близького Сходу (червоний), торговий шлях від варягів до греків (візантійців) (синій) — та інші торгові шляхи VIII—XI століть (помаранчевий)

Протягом середньовіччя у Європі рабство практикувалося в різних формах, поряд з ув'язненням, кріпацтвом та іншими формами неволі. Рабів використовували для сільськогосподарських і ремісничих робіт, а також для домашньої та військової служби. Протягом більшої частини цього часу продаж християнських рабів нехристиянам був заборонений. У Pactum Lotharii 840 року між Венецією та Каролінгською імперією Венеція зобов'язалася не купувати християнських рабів в Імперії та не продавати християнських рабів мусульманам. Церква заборонила експорт християнських рабів до нехристиянських земель, наприклад, на Кобленцському соборі 922 року, Лондонському соборі 1102 року та Армаському соборі 1171 року.
Як наслідок, більшість християнських работорговців зосередилися на перевезенні рабів з нехристиянських територій до мусульманської Іспанії, Північної Африки та Близького Сходу; а більшість нехристиянських торговців, хоч і не були зв'язані церковними правилами, також орієнтувалися на мусульманські ринки. Арабські срібні дирхеми, які, ймовірно, обмінювали на рабів, є в достатку у Східній Європі та Південній Швеції, що вказує на торговельні шляхи зі слов'янської території на мусульманську.

### Італійські купці
У часи правління Папи Захарія (741—752) Венеція налагодила процвітаючу работоргівлю, поневолюючи людей, зокрема, в Італії, та продаючи їх маврам у Північній Африці (за повідомленнями, сам Захарій таку торгівлю за межами Риму заборонив). Коли продаж християн мусульманам було заборонено (pactum Lotharii), венеційські работорговці почали продавати слов'ян та інших східноєвропейських нехристиянських рабів через балканську работоргівлю. Валки рабів подорожували зі Східної Європи через празьку работоргівлю та альпійські перевали в Австрії до Венеції. Запис про сплачені мита в Раффельштеттені (903—906), поблизу Санкт-Флоріана на Дунаї, описує таких купців. Деякі з них самі є слов'янами Богемії та Русі. Вони прибули з Києва через Перемишль, Краків, Прагу та Богемію. У тому ж записі рабині оцінюються в тремісу (близько 1,5 грама золота або приблизно1⁄3 (номізми) або ісламського золотого динара) та рабів-чоловіків, яких було більше, за сайгу (що значно менше). Особливо цінними були євнухи, і для задоволення цього попиту у Венеції виникли «кастраційні будинки», а також інші відомі ринки рабів.
Венеція була далеко не єдиним центром работоргівлі в Італії. Південна Італія могла похвалитися рабами з далеких регіонів, включаючи Грецію, Болгарію, Вірменію та слов'янські регіони. У ІХ-Х століттях Амальфі був головним експортером рабів до Північної Африки. Починаючи з ХІІ століття разом з Венецією в торгівлі у Східному Середземномор'ї домінувала Генуя, а починаючи з ХІІІ століття венеційські та генуезькі работорговці домінували в работоргівлі на Чорному морі. Вони продавали мусульманським країнам Близького Сходу балтійських і слов'янських рабів, а також вірмен, черкесів, грузинів, турків та інші етнічні групи Чорного моря та Кавказу. До ХІІІ століття Генуя переважно керувала работоргівлею з Криму до мамлюківського Єгипту. Саме тоді посилення венеціанського контролю над Східним Середземномор'ям дозволило Венеції домінувати на цьому ринку. Тільки між 1414 і 1423 роками у Венеції було продано щонайменше 10 000 рабів.

### Іберія

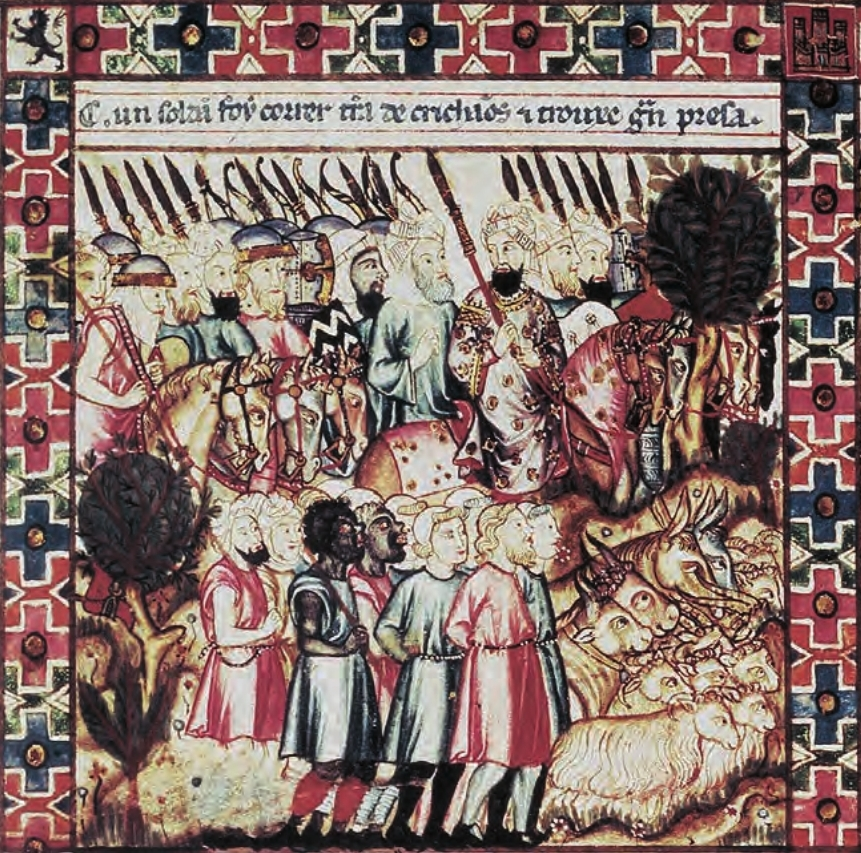
Слов'янські (сакаліба) та африканські раби в Кордові, мусульманська Іспанія, 1200-ті роки

Аль-Андалус, територія Піренейського півострова, що перебувала під мусульманським контролем (711—1492), імпортувала велику кількість рабів на свій внутрішній ринок, а також слугувала перевалочним пунктом для мусульманських та єврейських купців, через яких продавали рабів решті ісламського світу. Легкий ринок, особливо для чоловіків військового віку, можна було знайти в Омейядській Іспанії, де існувала потреба в нових мамлюках.
Аль-Хакам був першим монархом з цієї родини, який оточив свій трон певною пишнотою і розкішшю. Він збільшив кількість мамелюків (воїнів-рабів) до 5 000 кінних і 1 000 піших. …він збільшив кількість своїх рабів, євнухів і слуг; мав охорону кінноти, що постійно стояла біля воріт його палацу, і оточував свою особу вартою з мамелюків …. Ці мамелюки називалися Аль-Харас (Варта), тому що всі вони були християнами або іноземцями. Вони займали дві великі казарми зі стайнями для своїх коней.
У часи правління Абд ар-Рахмана III (912—961) у Кордові, столиці Омейядського халіфату, спочатку було 3 750, потім 6 087, і нарешті 13 750 сакаліба, або слов'янських рабів. Ібн Хаукаль, Ібрагім аль-Караві та єпископ Кремони Ліутпранд зазначають, що єврейські купці Вердена спеціалізувалися на кастрації рабів, яких продавали як євнухів сакаліба, що було надзвичайно популярним у мусульманській Іспанії.
На думку Роджера Коллінза, хоча роль вікінгів у работоргівлі в Іберії залишається значною мірою гіпотетичною, їхні грабежі чітко зафіксовані. Про набіги вікінгів на Аль-Андалус повідомляється у 844, 859, 966 та 971 роках, що відповідає загальній картині такої активності, яка припадає на середину дев'ятого та кінець десятого століть.

### Вікінги та варяги

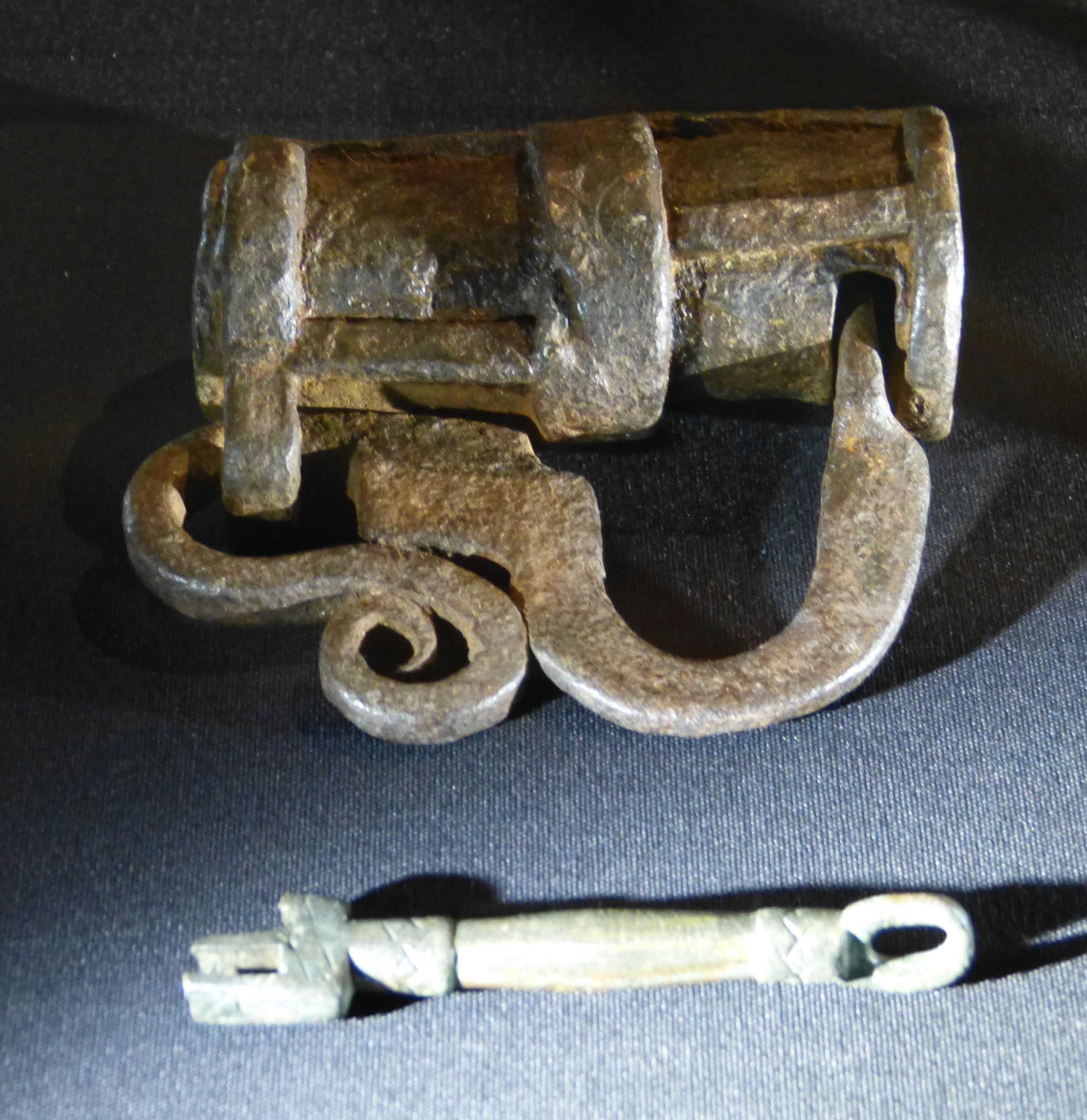
Замок і ключ рабського ланцюга. Швеція, епоха вікінгів (VIII—XI століття)

У скандинавських країнах за часів вікінгів (700—1100) практикувалося рабство. Вікінги називали своїх рабів траллами (давньоскандинавською: Þræll). Існували також інші терміни, що використовувалися для опису рабів за статевою ознакою, такі як ambatt/ambott і deja. Термін «амбот» використовувався для позначення рабинь, так само як і термін «дежа». Ще одна назва, яка вказує на статус невільника, — bryti, що асоціюється з їжею. Це слово можна розуміти і як «готувальник», і як «ламаючий хліб», що робить людину з таким ярликом відповідальною за їжу в певному сенсі. Існує рунічний напис, який описує чоловіка зі статусом bryti на ім'я Толір, який міг одружуватися і виконував обов'язки управителя королівського маєтку. Інша назва — muslegoman, яку використовували для позначення раба-втікача. З цього можна зробити висновок, що різні імена тих, хто був рабами, вказують на посаду та виконувані обов'язки.
Фундаментальною частиною діяльності вікінгів був продаж та взяття полонених. Раби були здебільшого із Західної Європи, серед них було багато франків, англосаксів та кельтів. Багато ірландських рабів було взято в експедиції для колонізації Ісландії (874—930). Збирання рабів було побічним продуктом конфлікту. В «Анналах Фульди» записано, що франків, які зазнали поразки від групи вікінгів у 880 році н. е., після поразки забрали в полон. Угруповання вікінгів мали політичні конфлікти, які також призводили до взяття полонених.
Варяги перевозили рабів, захоплених під час набігів вікінгів у Східній Європі, у два пункти призначення: один — через Волзький торговий шлях та Каспійське море до Аббасидського халіфату на Близькому Сході, работоргівлю Саманідів та Іран; і один — до Візантійської імперії та Середземномор'я через Дніпро та работоргівлю на Чорному морі. Балтійські торговельні центри простягалися на схід від Хедебю в Данії та Бірки у Швеції до Старої Ладоги.
Цей торгівля продовжувалася і в IX столітті, коли скандинави заснували більше торгових центрів у Каупангу на південному заході Норвегії та Новгороді, південніше Старої Ладоги, і Києві, ще південніше та ближче до Візантії. Дублін та інші поселення вікінгів на північному заході Європи були засновані як ворота, через які полонених переправляли на північ. У розповіді із «Саги про людей з Лакcдалу» розповідається про те, як протягом X століття на островах Бранно кожні три роки відбувалися зустрічі королів, де відбувалися переговори та торгівля рабами. Хоча рабів можна було купувати та продавати, частіше продавали полонених з інших народів.
Перський мандрівник X століття Ібн Русте описав, як варяги або руси, тероризували та поневолили людей, яких вони захоплювали під час своїх набігів вздовж річки Волги. Рабів часто продавали на південь, до Візантії, через чорноморську работоргівлю, або мусульманським покупцям такими шляхами, як Волзький торговий шлях через хозарську работоргівлю, а пізніше Волзько-булгарську работоргівлю до бухарської работоргівлі в Центральній Азії, а звідти до рабства в Аббасидському халіфаті.
Людей, захоплених у полон під час набігів вікінгів по всій Східній Європі, могли продати до мавританської Іспанії через дублінську работоргівлю або перевезти до Хедебю чи Бренне, а звідти Волзьким торговим шляхом до Поволжжя, де рабів та хутра продавали мусульманським купцям в обмін на арабські срібні дирхеми та шовк, які були знайдені в Бірці, Волліні та Дубліні. Спочатку цей торговий шлях між Європою та Аббасидським халіфатом проходив через Хозарський каганат, але з початку X століття він проходив через Волзьку Болгарію.
Ахмад ібн Фадлан з Багдада розповідає про інший кінець цього торгового шляху, а саме про волзьких варягів, які продавали рабів близькосхідним купцям. Ще одним джерелом набігів вікінгів та варягів по рабів стала Фінляндія. Рабами з Фінляндії чи країн Балтії торгували аж до Центральної Азії, тобто работоргівлю в Бухарі, що пов'язує її з рабством в Аббасидському халіфаті на Близькому Сході. Полонених, можливо, торгували далеко в межах торговельної мережі вікінгів, і в межах цієї мережі їх можна було продати знову. У житії святого Фіндана ірландця тричі купували та продавали після того, як його взяла в полон група вікінгів.

### Монголи
Монгольські вторгнення та завоювання у ХІІІ столітті додали нову силу работоргівлі, а работоргівля в Монгольській імперії створила міжнародний ринок работоргівлі. Монголи поневолили кваліфікованих людей, жінок і дітей і гнали їх до Каракорума або Сараю, звідки їх продавали по всій Євразії. Багатьох із цих рабів відправляли на невільничий ринок у Новгороді.
До работоргівлі із Золотою Ордою були залучені Генуезькі та венеціанські купці в Криму. У 1441 році Хаджі I Ґерай проголосив незалежність від Золотої Орди та заснував Кримське ханство. За часів Кримського ханства кримці часто здійснювали набіги на Дунайські князівства, Річ Посполиту та Московію. За кожного полоненого хан отримував фіксовану частку (савгу) у розмірі 10 % або 20 %. Кампанії кримських військ поділяються на «сефери» — офіційно оголошені військові операції, очолювані самими ханами, та «чапули» — набіги, що здійснювалися групами знаті, іноді незаконно, оскільки вони порушували договори, укладені ханами із сусідніми правителями. Протягом тривалого часу, аж до початку XVIII століття, ханство підтримувало масштабну работоргівлю з Османською імперією та Близьким Сходом, відому як кримська работоргівля. Генуезька колонія Каффа на узбережжі Чорного моря в Криму була одним із найвідоміших і найзначніших торгових портів і ринків рабів. Кримськотатарські вояки поневолили понад 1 мільйон східних європейців.

### Англія та Ірландія
У середньовічній Ірландії раби, як поширений товар, могли, подібно до худоби, стати формою внутрішньої або транскордонної валюти. У 1102 році Лондонський собор, скликаний Ансельмом Кентерберійським, отримав резолюцію проти работоргівлі в Англії, яка була спрямована головним чином на продаж англійських рабів ірландцям.

### Християни, що тримають мусульманських рабів
Хоча основний потік рабів прямував до мусульманських країн, як видно з історії рабства в мусульманському світі, християни все ж таки придбали мусульманських рабів. У Південній Франції у ХІІІ столітті «поневолення мусульманських полонених було все ще досить поширеним явищем». Наприклад, є записи про сарацинських рабинь, проданих у Марселі в 1248 році, дата, яка збіглася з падінням Севільї та її околиць від набігів християнських хрестоносців, події, під час якої велика кількість мусульманських жінок з цієї місцевості була поневолена як військова здобич, як це зафіксовано в деяких арабських поезіях, зокрема поета аль-Рунді, який був сучасником цих подій.
Крім того, в Італії ХІІІ століття володіння рабами було законним. Багато християн тримали мусульманських рабів по всій країні. Цих сарацинських рабів часто захоплювали пірати і привозили до Італії з мусульманської Іспанії або Північної Африки. У ХІІІ столітті більшість рабів в італійському торговому місті Генуя були мусульманського походження. Мусульманські раби належали королівським особам, військовим орденам чи групам, незалежним суб'єктам і самій церкві.
Християни також продавали мусульманських рабів, захоплених під час війни. Орден Мальтійських лицарів нападав на піратів та мусульманські кораблі, а їхня база на Мальті стала центром работоргівлі, через яку продавали полонених північноафриканців та турків. Госпітальєрська Мальта залишалася ринком рабів до скасування рабства після закінчення правління лицарів у 1798 році. Для обслуговування галер (кораблів) Ордену були потрібні тисячі рабів.
Хоча вони часом захоплювали мусульман у рабство, християнські армії частіше вбивали своїх ворогів, аніж забирали їх у рабство.

### Єврейська работоргівля
Роль єврейських купців у ранньосередньовічній работоргівлі піддавалася численним хибним тлумаченням і спотворенням. Хоча середньовічні записи демонструють, що в середньовічній Європі були євреї, які володіли рабами, Тох (2013) зазначає, що твердження, яке повторюється в старіших джерелах, таких як джерела Чарльза Верліндена, про те, що єврейські купці були основними торговцями європейськими рабами, ґрунтується на неправильному прочитанні первинних документів тієї епохи. Сучасні єврейські джерела не засвідчують жодної масштабної работоргівлі чи володіння рабами, які можна було б відрізнити від ширшого явища ранньосередньовічного європейського рабства. Крім того, образ єврея-торговця християнськими рабами був важливою ознакою антисемітської пропаганди середньовічної Європи.

### Торгівля рабами наприкінці середньовіччя
У міру того, як дедалі більша частина Європи християнізувалася, а відкриті воєнні дії між християнськими та мусульманськими країнами посилювалися, масштабна работоргівля перемістилася до більш віддалених джерел. Наприклад, відправлення рабів до Єгипту було заборонено папством у 1317, 1323, 1329, 1338 і, нарешті, 1425 роках, оскільки раби, відправлені до Єгипту, часто ставали солдатами і в кінцевому підсумку воювали зі своїми колишніми християнськими власниками. Хоча неодноразові заборони свідчать про те, що така торгівля все ще відбувалася, вони також вказують на те, що вона стала менш бажаною. У XVI столітті африканські раби замінили майже всі інші етнічні та релігійні поневолені групи в Європі.

## Рабство в законі

### Світське право
Рабство було жорстко регламентоване римським правом, яке було реорганізовано у Візантійській імперії Юстиніаном I як Corpus Iuris Civilis. Хоча Корпус був втрачений для Заходу протягом століть, його було знову відкрито в XI та XII століттях, що призвело до заснування юридичних шкіл в Італії та Франції. Згідно з Корпусом, природним станом людини є свобода, але «право народів» може витіснити природне право і звести певних людей до рабства. Базове визначення раба в романо-візантійському праві було:
- будь-хто, чия мати була рабинею
- будь-хто, хто був захоплений у полон у бою
- кожен, хто продав себе, щоб сплатити борг

Однак можна було стати вільновідпущеником або повноправним громадянином. Корпус, як і римське право, мав розширені та складні правила звільнення рабів.
Торгівля рабами в Англії була офіційно скасована в 1102 році. У Польщі рабство було заборонено у XV столітті; його замінило кріпацтво. У Литві рабство було офіційно скасовано у 1588 році.

### Канонічне право
Насправді, існувало чітке юридичне обґрунтування поневолення мусульман, яке містилося в Декреті Граціані, а пізніше було розширене юристом XIV століття Олдрадусом де Понте: у Біблії сказано, що Агар, рабиня Авраама, була побита та вигнана дружиною Авраама Сарою. Декретум, як і Звід законів, визначав раба як будь-кого, чия мати була рабинею. В іншому випадку канони стосувалися рабства лише в церковному контексті: рабам, наприклад, не дозволялося висвячуватися в духовний сан.

## Рабство в середньовічній Європі за регіонами

### Рабство на ісламському Близькому Сході
Стародавній та середньовічний Близький Схід включає сучасні Туреччину, Левант та Єгипет, які мають міцні зв'язки з рештою узбережжя Північної Африки. Наприкінці пізньої античності усі ці території перебували під владою або Візантії, або Персії. Існуючі раніше візантійські (тобто римські) та перські інститути рабства, можливо, вплинули на розвиток інститутів рабства в ісламському праві та юриспруденції. Так само деякі вчені стверджують про вплив рабинської традиції щодо рабства на розвиток ісламської правової думки.
Яким би не був зв'язок між цими різними правовими традиціями, існує багато подібностей між практикою ісламського рабства в ранньому Середньовіччі та практикою ранньосередньовічних візантійців та західних європейців. Статус звільнених рабів за ісламського правління, які продовжували служити своїм колишнім господарям, має велику схожість з рабством у Стародавньому Римі та рабством у Стародавній Греції. Однак практика рабства на ранньосередньовічному Близькому Сході також виросла з практики валютного рабства серед доісламських арабів.

#### Ісламські держави
Як і Старий і Новий Завіти, а також грецькі та римські юридичні кодекси, Коран сприймає інститут рабства як належне, хоча й закликає до доброти до рабів та, зрештою, до їхнього звільнення, особливо для рабів, які прийняли іслам. У ранньому Середньовіччі багато рабів в ісламському суспільстві були рабами лише протягом короткого періоду часу — можливо, в середньому сім років. Як і їхні європейські колеги, ранньосередньовічні ісламські работорговці віддавали перевагу рабам, які не були одновірцями, а отже, зосереджувалися на «язичниках» з внутрішньої Азії, Європи і особливо з Африки на південь від Сахари. Практика манумісії, можливо, сприяла інтеграції колишніх рабів у ширше суспільство. Однак, згідно з шаріатом, навернення до ісламу не вимагало звільнення.
Рабів залучали як до важкої фізичної праці, так і до роботи в побуті. Через те, що Коран дозволяє конкубінат, ранні ісламські торговці, на відміну від візантійських та ранньосучасних работорговців, імпортували велику кількість рабинь. Найперші ісламські держави не створювали корпусів солдатів-рабів (практика, знайома з пізніших контекстів), але інтегрували вільних людей в армії, що, можливо, сприяло швидкому розширенню ранніх ісламських завоювань. До IX століття використання рабів в ісламських арміях, зокрема тюрків у кавалерійських частинах та африканців у піхотних частинах, було відносно поширеною практикою.
У 868 році, щоб вибороти незалежність від Аббасидського халіфату Іраку, Ахмад ібн Тулун імпортував в Єгипет тисячі чорношкірих рабів. Династія Іхшидидів використовувала загони чорношкірих рабів, щоб звільнитися від правління Аббасидів після того, як 935 року Аббасиди зруйнували автономну імперію ібн Тулуна. Чорношкірі професійні солдати найбільше асоціювалися з династією Фатимідів, яка мала більше професійних чорношкірих солдатів, ніж дві попередні династії. Саме Фатиміди першими включили до складу кавалерії чорношкірих професійних солдатів-рабів, незважаючи на масований опір з боку центральноазіатських тюркських мамлюків, які розглядали африканський контингент як загрозу своїй ролі провідної військової одиниці в єгипетській армії.
У другій половині середньовіччя розширення ісламського панування далі в Середземномор'ї, Перській затоці та на Аравійському півострові започаткувало работоргівлю між Сахарою та Індійським океаном. Ця мережа була великим ринком для африканських рабів, перевозячи приблизно чотири мільйони африканських рабів з моменту свого заснування у VII столітті до занепаду у XX столітті. За іронією долі, консолідація кордонів на ісламському Близькому Сході змінила обличчя работоргівлі. Жорсткий ісламський кодекс у поєднанні з кристалізацією кордонів надавав перевагу купівлі рабів і данині, а не захопленню, як прибутковим способам рабовласництва. Перемістилися навіть джерела рабів з Родючого Півмісяця та Центральної Азії до Індокитаю та Візантійської імперії.
На Близькому Сході перевага, яку віддавали рабам, а також способи їхнього використання збереглися і в пізньому Середньовіччі, зазнавши лише незначних змін. Рабів використовували у багатьох сферах діяльності, включаючи сільське господарство, промисловість, військову справу та домашню працю. Жінки мали пріоритет над чоловіками і зазвичай виконували домашні обов'язки як наймички, наложниці (каріє) або дружини. Домашні та комерційні раби здебільшого перебували в кращому становищі, ніж їхні сільськогосподарські колеги, стаючи членами сім'ї або діловими партнерами, а не приреченими на виснажливе життя в ланцюговій банді. Існують згадки про загони рабів, переважно африканців, яких залучали до роботи в дренажних проектах в Іраку, соляних та золотих копальнях у Сахарі, а також на цукрових та бавовняних плантаціях у Північній Африці та Іспанії. Однак згадки про цей останній тип рабства трапляються рідко. Найціннішим і найбажанішим типом рабів були євнухи.
Раби, що мали кращі життєві обставини, знаходили роботу в політиці або військовій справі. В Османській імперії система Девширме готувала молодих рабів-хлопчиків до цивільної або військової служби. Молодих хлопців-християн періодично вивозили з завойованих сіл як податок і використовували в уряді, розважальних закладах або армії, залежно від їхніх здібностей. Завдяки цій системі раби досягли великого успіху, деякі з них отримали посаду великого візира при султані, а інші — посади в яничарах.
Дещо неправильно класифікувати цих чоловіків як «рабів», оскільки в Османській імперії їх називали кулами, або рабами «Ворот», або Султанату. Не будучи рабами за ісламським правом, ці випускники Девшріме залишалися слугами султана.
Ісламський Близький Схід значною мірою покладався на професійних солдатів-рабів і був відомий тим, що вони складали основу армій. Ця установа була створена з політичних складних обставин та відображала настрої того часу, а не свідчила про політичний занепад чи фінансове банкрутство. Рабські підрозділи були бажаними через їхню беззастережну лояльність до правителя, оскільки вони були імпортованими і тому не могли загрожувати трону через місцеву лояльність чи союзи.

#### Османська імперія
Рабство було важливою частиною османського суспільства. Візантійсько-османські війни та османські війни в Європі привели до Османської імперії велику кількість християнських рабів. В середині XIV століття Мурад I створив власну особисту армію рабів під назвою Капикулу. Нова сила ґрунтувалася на праві султана на п'яту частину військової здобичі, яку він трактував як полонених, захоплених у бою. Полонених рабів навертали в іслам і готували до особистої служби султанові.
Під час девширме (що перекладається як «податок на кров» або «збір дітей») юних християнських хлопчиків з Анатолії та Балкан забирали з їхніх домівок та сімей, навертали в іслам та зараховували до спеціальних солдатських класів османської армії. Ці солдатські спільноти називалися яничарами, найвідомішою гілкою Капикулу. Зрештою, саме яничари стали вирішальним фактором у військових завоюваннях Османської імперії в Європі.
Більшість військових командирів османських військ, імперських адміністраторів та фактичних правителів Османської імперії, таких як Паргали Ібрагім-паша та Соколлу Мехмет-паша, були таким чином рекрутовані. До 1609 року війська султана в Капикулу зросли приблизно до 100 000.
Наложниці османського султана складалися переважно з куплених рабинь. Оскільки ісламський закон забороняв мусульманам поневолювати одновірців, наложниці султана, як правило, були християнського походження (каріє). Мати султана, хоча технічно була рабинею, отримувала надзвичайно могутній титул валіде-султан і часом ставала фактичною правителькою імперії (див. Жіночий султанат). Одним із яскравих прикладів була Кесем-султан, дочка грецького християнського священика, яка фактично правила в Османській імперії протягом перших десятиліть XVII століття. Іншим помітним прикладом була Роксолана, улюблена дружина Сулеймана Пишного.

### Рабство в державах хрестоносців
У результаті хрестових походів тисячі мусульман і християн були продані в рабство. Після продажу в рабство про більшість з них більше ніколи не чули, тому знайти свідчення про конкретні випадки рабства досить складно.
У Єрусалимському королівстві хрестоносців, заснованому в 1099 році, щонайбільше 120 000 франків правили над 350 000 мусульманами, євреями та корінними східними християнами. Після початкового вторгнення і завоювання, що іноді супроводжувалося масовими вбивствами або вигнанням євреїв і мусульман, встановилося мирне співіснування між послідовниками трьох релігій. Держави хрестоносців успадкували багато рабів. До них, можливо, додалися деякі мусульмани, захоплені в полон на війні. Найбільше місто королівства, Акко, мало великий невільничий ринок, але переважна більшість мусульман та юдеїв залишалися вільними. Закони Єрусалиму проголошували, що колишні раби-мусульмани, якщо вони щиро навернулися до християнства, повинні бути звільнені.
У 1120 році Наблуський собор заборонив сексуальні стосунки між хрестоносцями та їхніми мусульманськими рабинями: якщо чоловік зґвалтував власну рабиню, його кастрували, але якщо він зґвалтував чужу рабиню, його кастрували та вигнали з королівства. Але Бенджамін З. Кедар стверджував, що канони Наблуського собору були чинними у ХІІ столітті, але вийшли з ужитку до ХІІІ. Маруан Надер ставить це під сумнів і припускає, що канони, можливо, не завжди застосовувалися до всього королівства.
Християнське законодавство забороняло християнам поневолювати інших християн, однак поневолення нехристиян було прийнятним. Насправді військові ордени часто поневолювали мусульман і використовували рабську працю в сільськогосподарських маєтках. Жодного християнина, ні західного, ні східного, закон не дозволяв продавати в рабство, але ця доля була такою ж звичайною для мусульманських військовополонених, як і для християнських полонених, взятих мусульманами в полон. У пізньому середньовіччі деяких рабів використовували для веслування на кораблях госпітальєрів. Загалом, нехристиянських рабів у середньовічній Європі було відносно небагато, і ця кількість значно зменшилася до кінця середньовічного періоду.
Єрусалимські суди XIII століття більше розглядали питання рабів-втікачів та покарання, що їм накладалися, заборону рабам свідчити в суді та звільнення рабів, яке могло бути здійснене, наприклад, шляхом заповіту або шляхом навернення до християнства. Навернення, очевидно, використовувалося мусульманами як привід для втечі з рабства, які потім продовжували сповідувати іслам; хрестоносці часто відмовлялися дозволити їм навернутися, а Папа Григорій IX, всупереч як законам Єрусалиму, так і канонічним законам, за складання яких він сам частково відповідав, дозволив мусульманським рабам залишатися рабами, навіть якщо вони навернулися.

### Рабство в Іберії
Громади мусульман, християн та євреїв існували по обидва боки політичного розколу між мусульманським та християнським королівствами в середньовічній Іберії: В Аль-Андалусі мешкали єврейські та християнські громади, а в християнській Іберії — мусульманські та єврейські. Християнство запровадило етику, що забороняла поневолення одновірців, яка була посилена забороною поневолення одновірців під час поширення ісламу. Крім того, Дар аль-Іслам захищав «людей книги» (християн та євреїв, що мешкали на ісламських землях) від поневолення — імунітет, який поширювався і на мусульман, що мешкали в християнській Іберії. Незважаючи на ці обмеження, мусульмани і християни, що скоїли злочини або заборгували, в обох регіонах все ще підлягали санкціонованому судом рабству.

#### Ісламська Іберія
Ранньою економічною опорою ісламської імперії в Іберії (Аль-Андалусі) протягом VIII століття була работоргівля. Через те, що за ісламським правом манумісія є формою благочестя, рабство в мусульманській Іспанії не могло підтримувати той самий рівень самовідтворення, що й у суспільствах зі старішим рабським населенням. Тому Аль-Андалус покладався на торговельні системи як на зовнішній засіб поповнення запасів невільників. Формуючи відносини між Омейядами, Хариджитами та Аббасидами, потік людей, яких торгували людьми, з основних шляхів Сахари до Аль-Андалусу слугував надзвичайно прибутковою торговельною конфігурацією. Археологічні докази торгівлі людьми та поширення ранньої торгівлі в цьому випадку відповідають нумізматиці та матеріальності тексту. Така монетарна структура постійного припливу золота виявилася принципом розвитку ісламської торгівлі. У цьому відношенні работоргівля перевершила інших і була найуспішнішим комерційним підприємством для максимізації капіталу. Ця значна зміна у формі нумізматики слугує зміною парадигми попереднього вестготського економічного устрою. Крім того, вона демонструє глибокі зміни від одного регіонального утворення до іншого, пряме переміщення людей і чистої монети з однієї релігійно схожої напівавтономної провінції до іншої.
Середньовічний Піренейський півострів був ареною епізодичних воєн між мусульманами та християнами (хоча іноді мусульмани та християни були союзниками). З Аль-Андалуса періодично відправлялися грабіжницькі експедиції, щоб спустошити християнські Іберійські королівства, повертаючи здобич та людей. Наприклад, під час набігу на Лісабон у 1189 році халіф Альмохадів Якуб аль-Мансур взяв у полон 3000 жінок та дітей, а його губернатор Кордови взяв у полон 3000 християнських рабів під час наступного нападу на Сілвеш у 1191 році; наступ Альфонсо VIII Кастильського у 1182 році привів до його рук понад дві тисячі мусульманських рабів. Ці грабіжницькі експедиції також включали в себе набіги «саіфа» (літні) — традицію, започатковану у часи правління аміра Кордови. На додаток до здобування багатств, деякі з цих набігів Са'іфа мали на меті повернути в Аль-Андалус переважно полонених чоловіків, часто євнухів. Їх узагальнено називали «сакаліба», арабським словом, що означає «слов'яни». Статус слов'ян як найпоширенішої групи в работоргівлі до Х століття призвів до появи слова «раб». Сакаліба здебільшого призначалися до палаців як охоронці, наложниці та євнухи, хоча іноді вони перебували у приватній власності. Поряд з християнами і слов'янами в рабстві утримували африканців з країн на південь від Сахари, яких привозили з караванної торгівлі в Сахарі. Рабів на ісламських землях зазвичай використовували в домашніх, військових та адміністративних цілях, рідко використовуючи їх у сільському господарстві чи великому виробництві. Християнам, що жили в Аль-Андалусі, не дозволялося мати владу над мусульманами, але їм було дозволено тримати немусульманських рабів.

### Християнська Іберія
Всупереч припущенням істориків, таких як Марк Блох, рабство процвітало як інститут у середньовічній християнській Іберії. Рабство існувало в регіоні за часів римлян і продовжувало існувати за часів вестготів. З V до початку VIII століття значними частинами Піренейського півострова правили християнські вестготські королівства, правителі яких працювали над кодифікацією людського рабства. У VII столітті король Гіндасвінт видав Вестготську правду (Liber Iudiciorum), до якої наступні вестготські королі додали нові положення. Хоча Вестготське королівство розпалося на початку VIII століття, окремі положення Вестготського кодексу все ще зберігалися в деяких частинах Іспанії протягом наступних століть. Кодекс, з його яскраво вираженою і частою увагою до правового статусу рабів, свідчить про продовження існування рабства як інституту в пост-римській Іспанії.
Кодекс регулював соціальні умови, поведінку та покарання рабів у ранньосередньовічній Іспанії. Шлюби між рабами та вільними або вільнонародженими людьми були заборонені. Книга III, розділ II, iii («Коли вільнонароджена жінка одружується з чужим рабом або вільнонароджений чоловік з чужою рабинею») передбачає, що якщо вільна жінка бере шлюб з чужим рабом, то подружжя має бути розлучено і піддано 100 ударам батогом. Більше того, якщо жінка відмовляється покинути раба, то вона стає власністю господаря раба. Так само всі діти, народжені від цього шлюбу, ставали рабами за станом батька.
На відміну від римського права, за яким лише раби підлягали тілесним покаранням, за вестготським правом, люди будь-якого соціального статусу підлягали тілесним покаранням. Однак фізичне покарання, зазвичай побиття, яке застосовувалося до рабів, було незмінно жорстокішим, ніж до вільних чи вільновідпущених людей. Рабів також могли примушувати давати свідчення під тортурами. Наприклад, рабів могли катувати, щоб викрити перелюбство їхніх господарів, і було незаконно звільняти раба, побоюючись того, що він може розповісти під тортурами. Більша ймовірність фізичних покарань та судових тортур рабів свідчить про їхній нижчий соціальний статус в очах вестготських законодавців.
У християнській Іберії рабство залишалося після вторгнення Омейядів у VIII столітті, а вестготські кодекси законів продовжували контролювати рабовласництво. Однак, як зазначає Вільям Філліпс, середньовічну Іберію не слід розглядати як рабовласницьке суспільство, а радше як суспільство, яке володіло рабами. Раби становили відносно невеликий відсоток населення і не складали значної частини трудових ресурсів. Крім того, хоча рабство продовжувало існувати і в більш ранній період, використання рабів у пост-вестготській християнській Іберії відрізнялося від ранніх періодів. Ян Вуд припускає, що за часів вестготів більшість рабського населення жила і працювала в сільських маєтках.
Після мусульманських вторгнень рабовласники (особливо в королівствах Арагон та Валенсія) відмовилися від використання рабів як польових робітників або в робочихзагонах і не примушували рабів до військової служби. Рабами, як правило, володіли поодинці, а не великими групами. Жінок було набагато більше, ніж чоловіків, і їх найчастіше використовували як домашню прислугу або як доповнення до вільнонайманої робочої сили. У цьому відношенні рабовласницькі установи, особливо в Арагоні, дуже нагадували ті, що існували в інших середземноморських християнських королівствах Франції та Італії.
У королівствах Леон і Кастилія рабство точніше наслідувало вестготську модель, ніж у прибережних королівствах. Раби в Леоні та Кастилії частіше використовувалися як польові робітники, витісняючи вільну працю для підтримки аристократичного станового суспільства. Ці тенденції щодо популяції рабів та їх використання змінилися після Чорної смерті 1348 року, яка значно збільшила попит на рабів по всьому півострову.
Християни були не єдиними рабовласниками в християнській Іберії. Як євреї, так і мусульмани, що жили під християнським правлінням, володіли рабами, хоча частіше в Арагоні та Валенсії, ніж у Кастилії. Після завоювання Валенсії в 1245 році Арагонське королівство заборонило євреям володіти християнськими рабами, хоча їм все ще дозволялося тримати мусульманських або язичницьких рабів. Основна роль іберійських євреїв у работоргівлі полягала в тому, що вони були посередниками: Євреї діяли як работорговці та агенти з переправлення рабів між християнським і мусульманським царствами.
Ця роль викликала певний страх серед християнського населення. У листі Папи Григорія XI до єпископа Кордови 1239 року йшлося про чутки про те, що євреї були причетні до викрадення та продажу християнських жінок і дітей у рабство, поки їхні чоловіки боролися з мусульманами. Незважаючи на ці побоювання, основна роль єврейських работорговців полягала у сприянні обміну полоненими між мусульманськими та християнськими правителями, що було однією з головних ниток економічного та політичного зв'язку між християнською та мусульманською Іберією.
На початку періоду після падіння вестготського королівства у VIII столітті раби потрапляли до християнської Іберії переважно через торгівлю з мусульманськими королівствами півдня. Більшість із них були східноєвропейськими, захопленими в битвах та набігах, причому переважну більшість становили слов'яни. Однак етнічний склад рабів у християнській Іберії змінювався протягом середньовіччя. Рабовласники в християнських королівствах поступово відмовлялися від володіння християнами відповідно до церковних заборон. У середині середньовіччя більшість рабів у християнській Іберії були мусульманами, або захопленими в боях з ісламськими державами з південної частини півострова, або вивезеними зі східного Середземномор'я та імпортованими до Іберії купцями з таких міст, як Генуя.
Християнські королівства Іберії часто обмінювали своїх мусульманських бранців назад через кордон за гроші або натурою. Історик Джеймс Бродман пише, що такий вид викупу давав найкращий шанс полоненим і рабам повернути собі свободу. Продаж мусульманських полонених, або назад до ісламських південних держав, або стороннім работорговцям, був одним із засобів, за допомогою яких Арагон і Кастилія фінансували Реконкісту. Битви та облоги забезпечили велику кількість полонених; після облоги Альмерії в 1147 році джерела повідомляють, що Альфонсо VII Леонський відправив майже 10 000 мусульманських жінок та дітей міста до Генуї для продажу в рабство як часткову компенсацію за генуезьку допомогу в кампанії.
Однак під кінець Реконкісти це джерело рабів дедалі більше вичерпувалося. Мусульманські правителі все частіше були не в змозі платити викупи, а захоплення християнами великих населених пунктів на півдні зробило масове поневолення мусульманського населення недоцільним. Втрата іберійського мусульманського джерела рабів ще більше підштовхнула християн до пошуку інших джерел робочої сили. Починаючи з першого португальського набігу на Африку на південь від Сахари в 1411 році, фокус імпорту рабів почав зміщуватися з Середземномор'я до Атлантичного світу, а расовий склад рабів у християнській Іберії почав включати все більшу кількість африканців на південь від Сахари.
Між 1489 і 1497 роками майже 2100 чорношкірих рабів було перевезено з Португалії до Валенсії. До кінця XV століття в Іспанії проживала найбільша кількість чорношкірих африканців у Європі, а також невелика, але зростаюча спільнота чорношкірих колишніх рабів. У середині XVI століття Іспанія щорічно імпортувала до 2000 чорношкірих африканських рабів через Португалію, і до 1565 року більшість із 6327 рабів Севільї (із загальної чисельності населення 85 538 осіб) були чорношкірими африканцями.

### Рабство в Середземномор'ї
У Середземноморському регіоні люди ставали рабами внаслідок воєн та завоювань, піратства та набігів на кордони. Крім того, деякі суди засуджували людей до рабства, і навіть деякі люди продавали себе або своїх дітей у рабство через крайню бідність. Стимулом для рабства в Середземномор'ї була жадібність рабовласників. Мотивом багатьох набігів було одержання прибутку на рабах, без жодної політичної чи релігійної мети. Крім того, державні та релігійні установи часто брали участь у викупі людей, тому піратство стало прибутковим ринком. Це означало, що одних викуповували й повертали додому, а інших — продавали на ринку рабів.
Середземноморські острови час від часу зазнавали погромів та нападів арабів з Північної Африки, а пізніше берберських корсарів та Османської імперії. У 1423—1424 роках Мальту захопили араби, і серед тих, кого взяли в полон, був єпископ острова. Між вереснем і жовтнем 1429 року на Мальту вторглися Хафсиди з Північної Африки. Тисячі мальтійців були захоплені та поневолені загарбниками: це був значний відсоток від загальної чисельності населення острова на той час, яке могло становити лише 10 000 осіб. У 1424—1426 роках єгипетські мамлюки вторглися та завоювали Кіпр, поневоливши тисячі остров'ян.
Для тих, хто торгував у Середземномор'ї, саме людяність та інтелект цих поневолених народів робили їх цінним товаром, який варто було продавати. Купівля людини означала купівлю її праці, автономії та віри; релігійне навернення часто було мотивацією для таких угод. Крім того, релігійний поділ був фундаментальною основою права власності на рабів у середньовічний період; християни, мусульмани чи юдеї не мали права поневолювати своїх одновірців. Однак поневолення і примусове навернення невіруючих або людей з інших релігій було дозволено.
По всьому Середземномор'ю існували ринки, де продавали і купували невільників. В Італії головними центрами работоргівлі були Венеція і Генуя, в Іберії — Барселона і Валенсія, а також острови біля Середземного моря, включаючи Майорку, Сардинію, Сицилію, Крит, Родос, Кіпр і Хіос, також брали участь у невільничих ринках. З цих ринків купці продавали невільників всередині країни або перевозили їх туди, де на них був більший попит. Наприклад, італійський невільничий ринок часто продавав рабів до Єгипту, щоб задовольнити попит мамлюків на рабів. Цей попит змусив Венецію та Геную конкурувати між собою за контроль над чорноморськими торговими портами.
Обов'язки та очікування рабів варіювалися залежно від географічного розташування, однак у Середземномор'ї найчастіше невільники працювали в домогосподарствах еліти. Невільники також працювали на сільськогосподарських полях, але в Середземномор'ї це траплялося нечасто. Це було найпоширенішим на венеціанському Криті, генуезькому Хіосі та Кіпрі, де раби працювали на виноградниках, полях та цукрових заводах. Це були колоніальні суспільства, і поневолені люди працювали разом із вільними робітниками в цих районах. Найбільше шукали невільниць і тому продавали їх за найвищими цінами. Це відображає попит на хатню прислугу в елітних домогосподарствах; однак поневолені жінки також могли стикатися з сексуальною експлуатацією. Більше того, навіть якщо їх звільняли від своїх посад, колишні господарі цих жінок часто зберігали владу над ними, стаючи їхніми роботодавцями чи покровителями.

### Рабство в Молдавії та Валахії
На території сучасної Румунії рабство існувало за часів Османської та Російської імперій, ще до заснування князівств Валахія та Молдавія у XIII—XIV століттях, до його поетапного скасування протягом 1840-х та 1850-х років, після чого було дозволено незалежність Об'єднаних князівств Молдавія та Валахія, а також до 1783 року в Трансільванії та Буковині (частинах Габсбурзької монархії, а пізніше Австро-Угорської імперії). Більшість рабів були ромського (циганського) етнічного походження, а значна кількість ромів у кріпосному рабстві.
Історик Ніколае Йорга пов'язав прибуття ромів з монгольським вторгненням у Європу 1241 року та вважав їхнє рабство пережитком тієї епохи. Практика поневолення полонених також могла бути запозичена від монголів. Етнічна приналежність «татарських рабів» невідома, це могли бути полонені татари Золотої Орди, половці або раби татар і половців.
Хоча можливо, що деякі роми були рабами або допоміжними військами монголів, татар і Ногайської Орди, більшість із них прибули з півдня від Дунаю наприкінці XIV століття, незадовго до заснування Валахії. Раби-роми належали боярам (див. Революція на Волощині (1848)), християнським православним монастирям або державі. Їх використовували лише як ковалів, золотошукачів та сільськогосподарських робітників.
До здобуття незалежності Румунії від Османської імперії 9 травня 1877 року раби-роми належали боярам та монастирям. Їх вважали менш цінними, оскільки вони оподатковувалися, були кваліфікованими лише для сільськогосподарської роботи та не могли використовуватися як данина. Як бояри, так і монастирі реєстрували своїх румунських кріпаків як «ромів», щоб вони не сплачували податки, які накладалися на кріпаків. Будь-який румун, незалежно від статі, який одружується з ромкою, одразу стає рабом, якого можна використовувати як данину.

### Рабство в Московії
У Русі, яка володіля землями угро-фінів та Московії рабів зазвичай класифікували як холопів. Господар холопа мав необмежену владу над його життям: він міг убити його, продати або використати як сплату боргу. Господар, однак, ніс відповідальність перед законом за дії свого холопа. Людина могла стати холопом в результаті полону, продажу себе, продажу за борги чи скоєні злочини, або шлюбу з холопом.
До XVI століття рабство в Московії складалося здебільшого з тих, хто продавав себе в рабство через бідність. Такі особи працювали переважно домашніми слугами серед найбагатших сімей і справді загалом виробляли менше, ніж споживали. Закони забороняли звільняти рабів під час голоду, щоб уникнути їхнього прогодування, і раби зазвичай довго залишалися з родиною; «Домострой», книга порад, говорить про необхідність вибирати рабів з доброю репутацією та належним чином забезпечувати їх. Рабство залишалося важливим інститутом у Московії до 1723 року, коли Петро I перетворив домашніх рабів на домашніх кріпаків. Московських сільськогосподарських рабів було офіційно перетворено на кріпаків раніше, у 1679 році.
У 1382 році Золота Орда під командуванням Тохтамиша розграбувала Москву, спаливши місто та забравши тисячі мешканців у рабство. Роками Казанське та Астраханське ханства регулярно здійснювали набіги на московські князівства за рабами та з метою пограбування міст. Московські літописи зафіксували близько 40 набігів казанських ханів на території християнських князівств у першій половині XVI століття. У 1521 році об'єднані сили кримського хана Мехмеда I Гірея та його казанських союзників напали на Москву та захопили тисячі рабів. Близько 30 великих татарських набігів було зафіксовано на московські території між 1558 і 1596 роками. У 1571 році кримські татари напали та розграбували Москву, спаливши все, крім Кремля, та захопивши тисячі полонених у рабство для кримської работоргівлі. У Криму близько 75 % населення складали раби.

### Рабство в Польщі та Литві
Рабство в Польщі існувало на території Польського королівства за часів династії П'ястів; проте рабство обмежувалося тими, хто був захоплений під час війни. У деяких особливих випадках і протягом обмежених періодів до боржників також застосовувалася кріпацтво.
Рабство було офіційно заборонено у 1529 році, і заборона рабства була одним із найважливіших положень Литовських статутів, який мав бути запроваджений до того, як Велике князівство Литовське змогло приєднатися до Речі Посполитої у 1569 році.
Перший статут був складений у 1522 році та набув чинності у 1529 році за ініціативою Литовської ради панів. Було висловлено припущення, що кодифікацію ініціював великий канцлер Литви Миколай Радзівілл як переробку та розширення Кодексу Казимира XV століття.

### Рабство в Скандинавії
Докази вказують на те, що рабство в Скандинавії було більш поширеним у південних регіонах, оскільки існує менше законів північних провінцій, які містять згадки про рабство. Так само раби, ймовірно, були численними, але консолідованими у власності еліти як підневільна робоча сила у великих фермерських маєтках.
Закони XII та XIII століть описують правовий статус двох категорій рабів. За норвезьким кодексом Гулінга (близько 1160 року), вітчизняних рабів, на відміну від іноземних, не можна було продавати за межі країни. Цей та інші закони визначали рабів як власність їхніх господарів на тому ж рівні, що й худобу; якщо рабам завдавали шкоди, то винуватець відповідав за збитки, а якщо завдавали шкоди майну, то до відповідальності притягували господарів. Також там описувалася процедура надання рабу свободи. За Законом Сканії рабам могла бути дарована свобода або вони могли викупити себе, після чого вони повинні були бути прийняті в нову родинну групу або піддані суспільному остракізму.
Закон Сканії вказує на те, що вільні люди можуть стати рабами як спосіб спокутування злочину, з натяком, що вони зрештою будуть звільнені. Так само, Готландський Гута Лаг вказує на те, що рабство могло бути протягом певного періоду та використовуватися як спосіб сплати боргу. За Старим Вестготським законом вдовам дозволялося повторно виходити заміж лише в тому випадку, якщо за її відсутності господарством міг керувати підневільний фостре або фостра. Аналогічно, Молодший закон Вестготи вказує на подальшу довіру до fostre і fostra, оскільки їм іноді могли довіряти ключі від хазяйського господарства. Крім того, деякі fostre були в настільки довіреному становищі, що могли брати участь у військових діях, будучи рабами. Однак, попри всю свою незалежність, будь-які діти фостре чи фостри все ще були власністю своїх господарів.
Звільнений раб не мав повного правового статусу; наприклад, покарання за вбивство колишнього раба було незначним. Син колишнього раба також мав низький статус, але вищий, ніж у його батьків. Жінок часто забирали в рабство і змушували ставати наложницями для панів. Діти цих жінок мали мало формальних прав: вони могли успадковувати спадщину і бути легітимними, якщо вони були потрібні для престолонаслідування або якщо їхні батьки були прихильні до них, але нічого не було гарантовано.
Рабство почало замінюватися економікою орендарів феодального типу, де вільні люди, прив'язані до землі, працювали на фермах для сеньйора, що зменшило потребу в рабах. Норвезький кодекс законів 1274 року, Ландслов (Земельне право), не згадує рабів, а колишніх рабів. Таким чином, схоже, що на той час рабство в Норвегії було скасовано. У Данії рабство поступово замінювалося кріпосним правом (hoveriet) у ХІІІ столітті, а у Швеції рабство було скасовано в 1334 році та не змінювалося кріпосним правом, оскільки його в Швеції ніколи не було.

### Рабство на Британських островах
Британський Вельс і гельські Ірландія та Шотландія були одними з останніх регіонів християнської Європи, які відмовилися від інституту рабства. За гельським звичаєм, військовополонених зазвичай забирали в рабство. У той час, коли рабство зникало на більшій частині Західної Європи, на Британських островах воно досягло свого апогею: після вторгнення вікінгів і подальших воєн між скандинавами та місцевими жителями кількість полонених, яких забирали в рабство, різко зросла. Ірландська церква рішуче виступала проти рабства та звинувачувала нормандське вторгнення 1169 року в божественному покаранні за цю практику, а також у місцевому прийнятті полігінії та розлучення.

## Кріпацтво як версія рабства
Розглядаючи, як кріпосне право еволюціонувало з рабства, історики, які вивчають різницю між рабством і кріпосним правом, стикаються з кількома проблемами історіографії та методології. Деякі історики вважають, що рабство еволюціонувало в кріпацтво (ця точка зору існує лише останні 200 років), хоча серед них існують розбіжності щодо того, наскільки швидким був цей перехід. П'єр Боннассі, історик середньовіччя, вважав, що рабство рухомого майна стародавнього світу перестало існувати в Європі X століття, а за ним настало феодальне кріпацтво. Жан-П'єр Девруей вважає, що перехід від рабства до кріпосного права також був поступовим у деяких частинах континенту. Однак в інших регіонах після скасування рабства не було того, що він називає «кріпосництвом західного зразка», як-от сільські райони Візантійської імперії, Ісландії та Скандинавії. Це питання ускладнюється тим, що в деяких регіонах Європи часто існували одночасно і кріпаки, і раби. У північно-західній Європі перехід від рабства до кріпацтва відбувся у ХІІ столітті. Католицька церква сприяла цій трансформації, подаючи власний приклад. У 992 році поневолення одновірців-католиків було заборонено, а манумісія була оголошена благочестивим актом. Однак поневолення людей інших релігій і догм залишалося законним.
Взагалі кажучи, щодо того, чим раби відрізнялися від кріпаків, також ведуться дискусії про основи рабства та кріпацтва. Домінік Бартелемі, серед інших, ставив під сумнів самі передумови для чіткого розмежування кріпацтва і рабства, стверджуючи, що бінарна класифікація маскує багато відтінків підневільного стану. Особливий інтерес для істориків становить роль кріпацтва і рабства в державі, а також наслідки, які вони мали як для кріпака, так і для раба. Дехто вважає, що рабство було виключенням людей з публічної сфери та її інститутів, тоді як кріпацтво було складною формою залежності, яка зазвичай не мала кодифікованої основи в правовій системі. Венді Девіс стверджує, що кріпаки, як і раби, також були виключені з публічної судової системи, і що судові справи розглядалися в приватних судах їхніх відповідних лордів.
Незважаючи на наукові розбіжності, можна скласти загальну картину рабства і кріпацтва. Раби, як правило, не мали ніякої власності і фактично були власністю своїх господарів. Раби працювали повний робочий день на своїх господарів і працювали в умовах негативної системи стимулювання; іншими словами, невиконання роботи призводило до фізичного покарання. Кріпаки володіли земельними ділянками, які, по суті, були формою «оплати», яку пан пропонував в обмін на службу кріпака. Кріпаки працювали неповний робочий день на господарів і неповний робочий день на себе і мали можливість накопичувати особисте багатство, якого часто не існувало для раба.
Рабів зазвичай імпортували з іноземних країн або континентів через работоргівлю. Кріпаки, як правило, були корінними європейцями і не зазнавали тих самих примусових переміщень, що й раби. Кріпаки працювали в сімейних осередках, тоді як для рабів поняття сім'ї було загалом більш незрозумілим. У будь-який момент сім'ю раба могли розірвати через продаж, і господарі часто використовували цю загрозу, щоб примусити раба до слухняної поведінки.
Кінець кріпосного права також обговорюється, і Жорж Дюбі вказує на початок XII століття як на приблизну кінцеву точку для «кріпосного права у вузькому сенсі цього терміну». Інші історики заперечують це твердження, посилаючись на дискусії та згадки про кріпацтво як інститут у пізніші періоди (наприклад, в Англії XIII століття або в Центральній Європі, де зростання кріпацтва збіглося з його занепадом у Західній Європі). Існує кілька підходів для визначення часового проміжку для переходу, і лексикографія є одним із таких методів. Приблизно 1000 років тому спостерігається явний зсув у лексиці, коли йдеться про тих, хто був рабами або кріпаками, хоча єдиної думки щодо того, наскільки значним є цей зсув, і чи існує він взагалі, немає.
Крім того, нумізмати проливають світло на занепад кріпацтва. Існує поширена теорія, що введення валюти прискорило занепад кріпацтва, оскільки було краще платити за працю, ніж залежати від феодальних зобов'язань. Деякі історики стверджують, що поміщики почали продавати кріпакам свою землю — а отже, і свободу — в періоди економічної інфляції по всій Європі. Інші історики стверджують, що кінець рабству поклала королівська влада, яка дарувала кріпакам свободу за допомогою указів і законів, намагаючись розширити свою податкову базу.
Відсутність кріпосного права в деяких частинах середньовічної Європи викликає кілька питань. Деврої вважає, що це тому, що рабство не виникло з економічних структур у цих регіонах, а було радше суспільною практикою. Генріх Фіхтенау зазначає, що в Центральній Європі не було достатньо сильного ринку праці, щоб рабство стало необхідністю.

## Виправдання рабства
У пізньому Римі офіційне ставлення до рабства було неоднозначним. Згідно з юридичним кодексом Юстиніана, рабство визначалося як «інституція згідно з правом народів, за якої одна особа підпадає під майнові права іншої, що суперечить природі».
Виправданням рабства впродовж усього середньовічного періоду домінувало сприйняття релігійних відмінностей. Раби часто були чужинцями, захопленими на війні. Таким чином, як в івриті, так і в ісламі раб сприймався як «ворог всередині». У християнській традиції язичники та єретики також вважалися ворогами віри, яких можна було справедливо поневолити. Теоретично, раби, які навернулися до ісламу, могли стати на шлях до свободи, але практика була непослідовною: господарі не були зобов'язані звільняти їх, а практика хрещення рабів часто не заохочувалася. Поневолення одновірців не заохочувалося, якщо не заборонялося, як для християн, так і для юдеїв та мусульман. Отже, північноєвропейські язичники і чорношкірі африканці були мішенню для всіх трьох релігійних груп. Етнічні та релігійні відмінності були поєднані у виправданні рабства.
Головним християнським виправданням використання рабства, особливо проти людей з темною шкірою, було прокляття Хама. Прокляття Хама стосується біблійної притчі (Бут. 9:20–27), в якій Хам, син Ноя, грішить, побачивши свого батька п'яним і голим, хоча вчені розходяться в думках щодо точної природи провини Хама. Потім Ной проклинає нащадків Хама, Ханаана, називаючи їх «рабом рабів для своїх братів». Хоча раса чи колір шкіри не згадуються, багато єврейських, християнських та мусульманських вчених почали тлумачити цей уривок як прокляття рабства та чорної шкіри, намагаючись виправдати поневолення кольорових людей, зокрема африканського походження. Однак у середньовіччі деякі християни також використовували його як виправдання кріпосного права. Мусульманські джерела VII століття згадують про прокляття Хама, яке набуває актуальності як міф, що виправдовує тривале поневолення африканців в ісламському світі.

Очевидну невідповідність між поняттям людської свободи, заснованим на природному праві, та визнанням рабства канонічним правом було вирішено шляхом юридичного «компромісу»: рабство було допустимим за наявності обґрунтованої причини, яку потім могла визначити папська влада. Вважалося, що стан рабства тісно пов'язаний з первородним гріхом. Ближче до середини XV століття католицька церква, зокрема папство, відіграла активну роль у виправданні поневолення сарацинів, язичників, невірних та «інших ворогів Христа». У 1452 році папська булла під назвою «Dum Diversas» уповноважила короля Португалії Афонсу V поневолити будь-яких «сарацинів» чи «язичників», яких він зустріне. Папа Римський, Папа Миколай V, визнав військові дії короля Альфонсо законними у формі папської булли та оголосив
повну і вільну владу через Апостольську владу цим указом вторгатися, завойовувати, воювати і підкоряти сарацинів і язичників, та інших невірних та інших ворогів Христа, і … віддавати їхніх людей у вічне рабство …
У наступній буллі, виданій у 1455 році під назвою «Romanus Pontifex», Папа Миколай V підтвердив свою підтримку поневолення невірних у контексті монополії Португалії на північноафриканські торговельні шляхи.
Такі історики, як Тімоті Рейборн, стверджували, що релігійні виправдання слугували для маскування економічних потреб, що лежали в основі інституту рабства.

## Додаткова інформація
- Barker, Hannah «Slavery in Medieval Europe.» Oxford Bibliographies (2019)
- Barker, Hannah That Most Precious Merchandise: The Mediterranean Trade in Black Sea Slaves, 1260—1500 (University of Pennsylvania Press, 2019)
- Campbell, Gwyn et al. eds. Women and Slavery, Vol. 1: Africa, the Indian Ocean World, and the Medieval North Atlantic (2007)
- Dockès, Pierre. Medieval Slavery and Liberation (1989)
- Frantzen, Allen J., and Douglas Moffat, eds. The Work of Work: Servitude, Slavery and Labor in Medieval England (1994)
- Karras, Ruth Mazo. Slavery and Society in Medieval Scandinavia (Yale University Press, 1988)
- Perry, Craig et al. eds. The Cambridge World History of Slavery: Volume 2 AD500-AD1420 (Cambridge University Press, 2021)
- Phillips, William D. Slavery from Roman Times to the Early Transatlantic Trade (Manchester University Press, 1985)
- Rio, Alice. Slavery After Rome, 500—1100 (Oxford University Press, 2017) online review
- Stuard, Susan Mosher. «Ancillary evidence for the decline of medieval slavery.» Past & Present 149 (1995): 3-28 JSTOR 651097.
- Verhulst, Adriaan. «The decline of slavery and the economic expansion of the Early Middle Ages.» Past & Present No. 133 (Nov., 1991), pp. 195–203 JSTOR 650772
- Wyatt David R. Slaves and warriors in medieval Britain and Ireland, 800—1200 (2009)